# Chiesa di Santa Maria Assunta (Borgo Ticino)
La chiesa di Santa Maria Assunta, nota anche come chiesa di Maria Vergine Assunta, è la parrocchiale di Borgo Ticino, in provincia e diocesi di Novara; fa parte dell'unità pastorale del Ticino.

## Storia
L'originaria chiesa borgoticinese, costituita da tre navate e dotata di cappelle laterali, sorse nel XII secolo; grazie alle Consignationes del 1347 si conosce che in paese sorgevano anche le cappelle di Santa Maria di Lupiate, di San Zenone e di San Michele, che dipendevano dalla parrocchiale di Santa Maria.
All'inizio del XVII secolo il vescovo Carlo Bascapè, compiendo la sua visita pastorale, trovò che a Borgo Ticino vi erano due parrocchie.
La chiesa di Santa Maria Assunta fu interessata nel XIX secolo da un intervento di ricostruzione, condotto su disegno del novarese Luigi Orelli.

## Descrizione
La facciata a salienti della chiesa, rivolta a sudovest, è suddivisa da una cornice marcapiano da una cornice marcapiano aggettante e modanata in due registri, entrambi scanditi da lesene e semicolonne; quello inferiore presenta al centro il portale maggiore lunettato e ai lati i due ingressi laterali e altrettante finestre, mentre quello superiore è affiancato da due volute, caratterizzato da una finestra semicircolare oppilata e coronato dal timpano triangolare, sopra cui è collocata una croce metallica. 
Annesso alla parrocchiale è il campanile a base quadrata, la cui cella presenta una monofora su ogni lato ed è coronata dalla guglia piramidale.
L'interno dell'edificio si compone di tre navate; al termine dell'aula si sviluppa il presbiterio, a sua volta chiuso dall'abside di forma semicircolare.